# Gaius Livius Drusus (právník)
Gaius Livius Drusus byl římský právník žijící ve 2. století př. n. l., o kterém se zmínil Cicero ve svém spisu Tusculanae disputationes (Tuskulské hovory). Stal se úspěšným právníkem navzdory tomu, že jako mladý oslepl nebo byl dokonce slepý od narození.

## Původ
Drusus byl synem Gaia Livia Drusa a měl dva známé sourozence, bratra Marka Livia Drusa a sestru Livii.

## Kariéra
Přestože byl Drusus nejstarším synem svého otce, nikdy pravděpodobně kvůli své slepotě nekandidoval do veřejného úřadu.
Drusus sepisoval pro studenty práv díla, která byla velmi užitečná, a byl citován i jinými právníky. Celsus citoval Drusovo stanovisko týkající se zákonných práv prodávajícího, v němž se uvádí, že prodávající může podat spravedlivou žalobu o náhradu škody proti kupujícímu, aby získal náhradu nákladů na údržbu otroka, kterého kupující bez řádného důvodu odmítl přijmout. Priscianus připisoval Drusovi větu „Impubes libripens esse non potest, neque antestari.“
I když byl Livius Drusus slepý, nadále dával právní rady lidu, který se za tím účelem scházel před jeho domem. Cicero uvedl, že „Drusův dům byl přeplněný klienty. Když oni, jejichž starost to byla, neviděli, jak se mají chovat, obrátili se na slepého průvodce.“

## Rodina
Není známo, zda byl Drusus ženatý nebo měl nějaké děti.